# 俞晓红
俞晓红（1962年8月—），安徽歙县人，中华人民共和国红学家，中国红学会常务理事。

## 生平
1982年毕业于安徽师范大学中文系并留校任教。1992年于安徽师范大学获硕士学位，2004年年于上海师范大学获博士学位。现任安徽师范大学文学院教授、博士生导师。

## 学术贡献
主要从事红楼梦研究、中国古代文学与古代文化、明清区域文学等研究工作。主持国家社科重大项目子课题、国家教委人文社科重点项目等科研项目多项，发表学术论文90余篇。获安徽省优秀教学成果奖一等奖、二等奖6次，是国家精品资源共享课和精品慕课《大学语文》负责人。

## 荣誉
2014年被授予“全国三八红旗手”荣誉称号，2019年荣评“安徽省教学名师”，2020年获“安徽省新时代教书育人楷模”称号。

## 著作
- 《形象：文化的投影——古典小说人物批评与再批评》（2001年，中国文联出版社）
- 《王国维〈红楼梦评论〉笺说》（2004年，中华书局）
- 《古代白话小说研究》（2005年，安徽人民出版社）
- 《佛教与唐五代白话小说研究》（2006年，人民出版社）
- 《女性·文化·社会》（主编）（2010年，安徽人民出版社）
- 《文学研究方法论》（主编）（2011年，安徽师范大学出版社）
- 《大学生必读的经典诗歌100首》（主编）（2011年，安徽师范大学出版社）
- 《红楼梦意象的文化阐释》（2013年，安徽师范大学出版社）
- 《佛典流播与唐代文言小说》（2017年，人民出版社）
- 《悦读红楼》（主编）（2021年，安徽教育出版社）